# مولینا (کلرادو)
مولینا (به انگلیسی: Molina) یک منطقهٔ مسکونی در ایالات متحده آمریکا است که در شهرستان میسا، کلرادو واقع شده‌است. مولینا ۱٬۷۱۰ متر بالاتر از سطح دریا واقع شده‌است.